# Hình tượng con rùa trong văn hóa

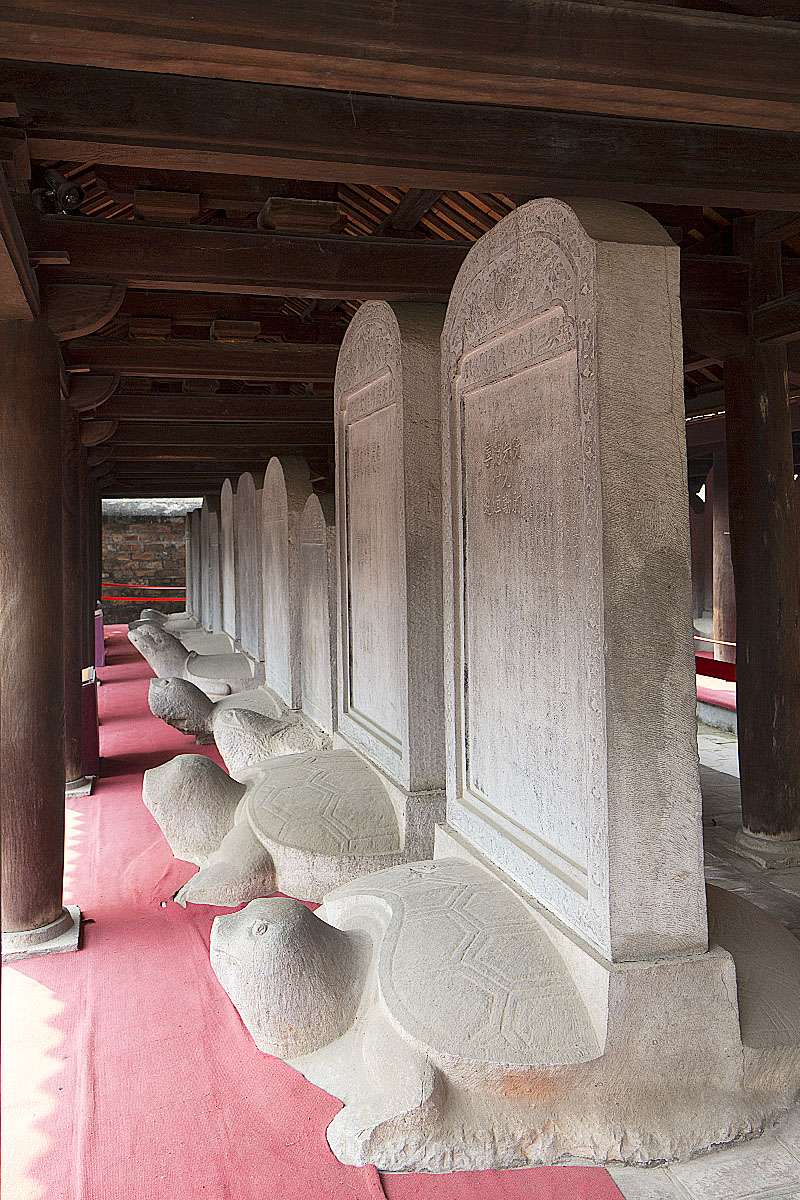
Tượng rùa trong Văn Miếu Quốc Tử Giám

Con rùa (tiếng Pháp Tortue, tiếng Anh Turtle) (có chung một gốc từ), là một loài động vật thuộc vực Eukaryota, giới Animalia, thuộc ngành Chordata.
Ý nghĩa biểu trưng của rùa trải rộng trên tất cả các miền của trí tưởng tượng, thuộc nam tính và nữ tính, thuộc loài người và vũ trụ. Do có mai phía trên có hình tròn như bầu trời - điều này khiến nó gợi nhớ cái mái vòm - phía dưới phẳng như mặt đất, rùa là một biểu thị của vũ trụ: chỉ riêng nó thôi đã làm thành cả một vũ trụ học. Tại Viễn Đông (Trung Hoa và Nhật Bản), cũng như ở các dân tộc tại trung tâm Châu Phi, người Dagon và người Bambara - đó là chỉ kể những dân tộc đã được nghiên cứu nhiều nhất - nó đều được nhìn nhận như vậy.
Rùa thường được mô tả trong văn hóa đại chúng là những sinh vật dễ tính, kiên nhẫn và khôn ngoan. Do tuổi thọ cao, di chuyển chậm, cứng cáp và không có nếp nhăn, chúng là biểu tượng của sự trường tồn và ổn định trong nhiều nền văn hóa trên thế giới. Rùa thường xuyên được đưa vào văn hóa con người, với các họa sĩ, nhiếp ảnh gia, nhà thơ, nhạc sĩ và nhà điêu khắc sử dụng chúng làm đối tượng. Chúng có một vai trò quan trọng trong thần thoại trên khắp thế giới, và thường có liên quan đến thần thoại sáng thế và nguồn gốc của Trái đất. Rùa biển là một loài động vật hoang dã có sức lôi cuốn và được sử dụng làm biểu tượng của môi trường biển và chủ nghĩa môi trường.
Do vai trò của nó là một sinh vật chậm chạp, hòa bình trong văn hóa, rùa có thể bị hiểu nhầm là một loài động vật ít vận động; tuy nhiên, nhiều loại rùa, đặc biệt là rùa biển, thường xuyên di cư với khoảng cách lớn trong các đại dương.

## Văn hoá Phương Đông
Rùa có chức năng chống đỡ, đảm bảo sự ổn định của thế gian ấy gắn nó với vị thần cao nhất: ở Tây Tạng cũng như ở Ấn Độ, con rùa cổng vũ trụ là hoá thân, lúc thì của Bồ tát, lúc thì của thần Vishnu, vị thần dưới hình dạng này có một khuôn mặt xanh, là dấu hiệu của sự tái sinh hoặc sinh sản, khi thần từ nguồn nước khởi nguyên nhô mình lên, cõng Trái Đất trên lưng. Việc gắn nước khởi nguyên với sự tái sinh thuộc hệ biểu tượng đêm, Mặt Trăng. Ở Trung Quốc, rùa cũng là biểu tượng của Phương Bắc và mùa Đông, mà người ta gắn với các tuần trăng.
Các tác giả cổ điển Trung Hoa nhấn mạnh vai trò tạo ổn định của con rùa: Nữ Oa đã cắt bốn chân con rùa để thiết lập bốn cực của thế giới. Trong các mộ phần của các hoàng đế, mỗi cây cột đều đặt trên một con rùa. Theo một số truyền thuyết, chính một con rùa đã chống đỡ một trụ trời, bị Cung Công, vị chúa tể của các thần khổng lồ phá đổ. Liệt Tử nói rằng các đảo tiên chỉ được đứng vững khi được rùa cổng trên lưng. Ở Ấn Độ, rùa là một giá đỡ ngai thần; đặc biệt nó là hóa thân Kurma của thần Vishnu, làm thành giá đỡ của núi Mandara, giữ cho ngọn núi này vững chãi để các Đề-bà (Deva) và A-tu-la (Asura) tiến hành khuấy biển sữa để làm lấy lại thuốc trường sinh Amrita. Người ta bảo đến nay, rùa Kurma vẫn tiếp tục chống đỡ tiểu châu lục Ấn Độ. Các kinh sách Bà-la-môn xem Kurma như là sáng thế. 
Trong các huyền thoại Mông Cổ, rùa vàng chống đỡ ngọn núi trung tâm vũ trụ. Người Kamouk tin rằng khi khí nóng mặt trời sẽ nung kho và thiêu cháy mọi vật, con rùa cổng thế giới sẽ cảm thấy hệ quả của sức nóng, sẽ lo lắng, lật mình lại và do vậy mà gây nên cuộc tận thế.

### Việt Nam

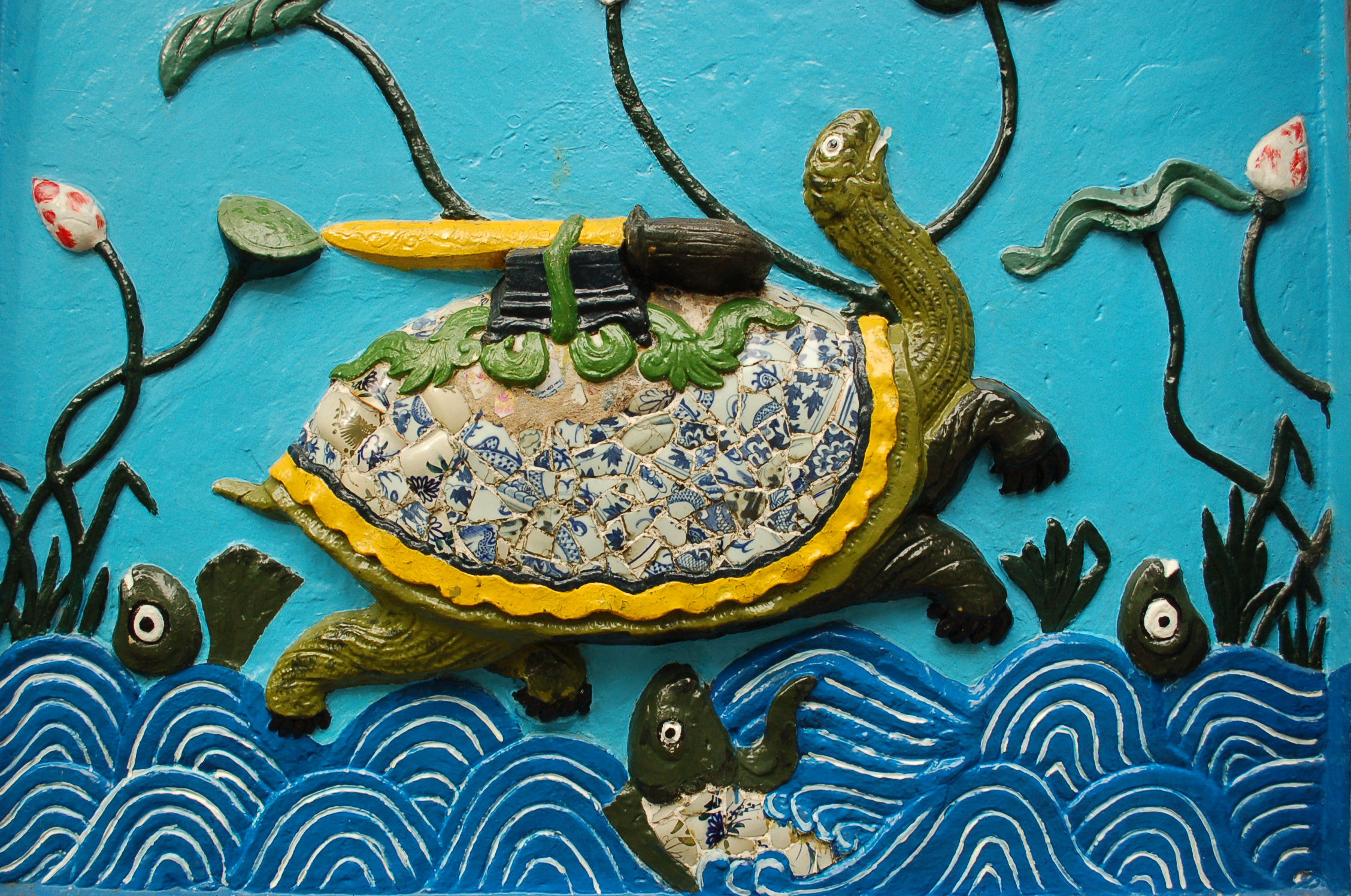
Hình gốm Rùa thần mang trên lưng thanh kiếm Vua Lê Lợi trả.

Có lẽ đặc thù văn hoá sông nước của người Việt, con rùa nước (rùa đầm, rùa biển) đã trở thành một biểu tượng thiêng liêng và thần thánh hoá trong tâm trí người Việt. Cụm từ rùa thần Kim Quy được gán cho một nhân vật thần thánh với hình dáng là con rùa vàng to lớn xuất hiện từ biển cả.

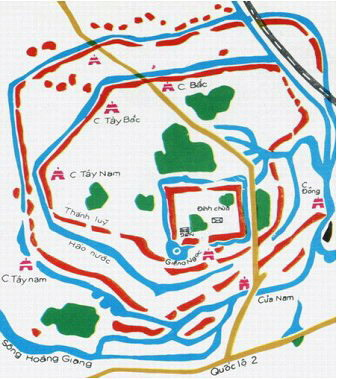
Sơ đồ thành Cổ Loa

Trong văn hoá Việt Nam, con rùa mang biểu tượng thần thánh, linh thiêng lần đầu tiên xuất hiện trong truyền thuyết dưới thời dựng nước Âu Lạc của An Dương Vương - Thục Phán. Theo truyền thuyết, dưới thời An Dương Vương dựng nước, Rùa thần - Kim Quy đã xuất hiện hai lần để giúp nhà vua. Lần đầu tiên ngài xuất hiện để giúp An Dương Vương xây thành công thành Cổ Loa và cho nhà vua một cái móng thần của mình để làm ra nỏ thần, nỏ thần có thể bắn ra hàng trăm ngàn mủi tên, để bảo vệ đất nước khỏi sự xâm lăng của giặc phương Bắc. Lần thứ hai thần Kim Qui xuất hiện để chỉ ra kẻ bán đứng đất nước là Mỵ Châu và đưa An Dương vương về biển.
Ngoài ra rùa trong văn hoá Việt rất nổi bật trong quá trình đấu tranh giữ nước, dưới thời nhà Minh xâm lược và đô hộ Đại Việt, theo truyền thuyết rùa thần đã giúp Lê Lợi đánh bại giặc phương Bắc bằng việc cho ngài mượn thanh gươm thần, và sau đó thần Kim quy lấy lại gươm ở Hồ Hoàn Kiếm khi nhà vua ngự thuyền rồng trên hồ này, và từ đó hồ này được gọi là hồ Gươm hay Hồ Hoàn Kiếm.
Trong quan niệm của người Việt Nam ngàn đời nay, có hai con vật được cho là đại diện cho sự linh thiêng, thần thánh và cội nguồn của dòng giống dân tộc, đó là con rồng và con rùa. Trong đó con rồng là một biểu trưng đặc thù (mang tính chất huyền sử, không có thật), mà theo nghiên cứu của các nhà văn hoá học Việt Nam thì nó được tạo ra từ hình tượng con cá sấu, cũng là sản phẩm của văn hoá lúa nước, gắn liền với sông ngòi. Con rồng trong văn hoá Việt rất là linh thiêng, nó là hình tượng của Lạc Long Quân, người cha của dân tộc Việt và biểu trưng cho biển cả mênh mông và sông nước ngàn dặm, đó có thể gọi là Long vương (trong quan niệm của người Trung Quốc) nhiều lần hiện thân giúp đỡ con cháu người Việt qua khỏi các nạn thiên tai. Trong đó con rùa hiện thân như là một thần linh (một con vật có thật) hộ mạng và bảo trợ cho người Việt và các vùng đất họ sinh sống. Dường như theo quan niệm của người Việt thời xưa, thần Kim Quy và một cận thần của Cha Lạc Long Quân, có nhiệm vụ nhận lệnh từ người để giúp đỡ con cháu Việt tộc.
Ngày nay con rùa vẫn giữ một nét đặc trưng cơ bản mang tính thiêng liêng, thần thánh trong quan niệm và văn hoá của người Việt. Tại hồ Gươm, hiện vẫn còn một số cá thể rùa, được xác định là sống cách thời chúng ta vài trăm năm, và là biểu tượng của Thủ đô ngàn năm văn hiến - Hà Nội và cho cả Việt Nam.
Biểu tượng của con rùa cũng có 2 mặt
- Mặt tích cực là nó gắn với thần bảo tồn trong thần thoại, còn ở Việt Nam nó gắn với thần Kim Quy. Ý nghĩa tích cực của nó là có mái khum, tượng trưng cho bầu trời, bụng nó phẳng tượng trưng cho mặt đất. Và cái nhà sàn người Việt ở chính là biểu tượng bắt nguồn từ hình tượng con rùa, mang ý nghĩa vững chắc. Con người sống trong nhà sàn đó là sống trong nguồn sinh lực nối giữa trời và đất nên người ta cảm thấy hạnh phúc, khỏe mạnh. Còn sự tích "trả gươm cho rùa" của ông cha ta chính là sự huyền thoại hóa việc sống chung với lũ lụt để phát triển nghề nông nghiệp ở thời Lê Sơ. Đồng thời tô thêm vẻ huyền bí, lẽ thuận ý trời trong sự tích lấy gươm và trả gươm của người anh hùng dân tộc Lê Lợi vốn xuất thân từ tầng lớp dân chúng.
- Ý nghĩa tiêu cực về rùa đó chính là rùa và rắn là hai con vật thủy quái luôn luôn dâng nước làm lũ lụt. Cả người Á Đông đều có ý chống lại việc đó. Biểu hiện đầu tiên của việc chống lại đó gắn với ông Lý Ông Trọng, ông ấy đã thò tay xuống nước khoắng đưa con rùa (còn được gọi là con giải) đó lên vì nó dâng nước phá đê. Sự tích cây Phướn của Phật giáo lý giải điển cố phạt tội "Rùa phải cõng hạc". Ca dao: Thương thay thân phận con rùa/Lên đình cõng hạc xuống chùa đội bia.

## Văn hoá châu Mỹ bản địa
Người Maya thể hiện Thần Mặt Trăng mặt một áo giáp đồi mồi. Theo người Iroquois, người Bà của loài người từ trên trời rơi xuống biển, lúc ấy chưa có đất. Một con rùa đã vớt bà lên chiếc lưng bị con chuột xạ phủ đầy bùn lấy từ đại dương. Hòn đảo đầu tiên, về sau sẽ trở thành Trái Đất đã dần dần hình thành như vậy. Theo Krickeberg, huyền thoại này có nguồn gốc algonkine. Cũng theo huyền thoại ấy, con Rùa Lớn còn xuất hiện lại hai lần nữa để bảo đảm sự phát triển của loài người; từ lẻ cõng thế giới đã chuyển sang thần sáng thế và sang tổ tiên huyền thoại như thế đó: lần thứ nhất rùa hiện lên dưới dạng một chàng trai, có những hình vân trên cánh tay và chân, làm cho người con gái của người Bà trên trời thụ thai một cách thần diệu, từ đó sinh ra những vị thần sinh đôi đối khán, những thần sáng tạo ra cái thiện và cái ác. Lần thứ hai vị thần sinh đôi thiện rơi xuống một cái hồ, đến được trước căn lều của cha mình là Rùa Lớn, Rùa Lớn trao cho chàng một cây cung và hai bắp ngô, một bắp đã chín để gieo, một bắp còn sữa để nướng (người Iroquois là một dân tộc săn bắn đã chuyển sang nông nghiệp). Những niềm tin đó được tìm thấy tại các bộ lạc Bắc Mỹ khác, như ở người Sioux và người Huron...

## Biểu tượng

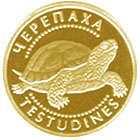
Hình tượng con rùa trên đồng tiền kim loại của Ukraina
Hình tượng con rùa trên huy hiệu của Quần đảo Galápagos
Hình tượng con rùa trên huy hiệu của Seirijai, Litva
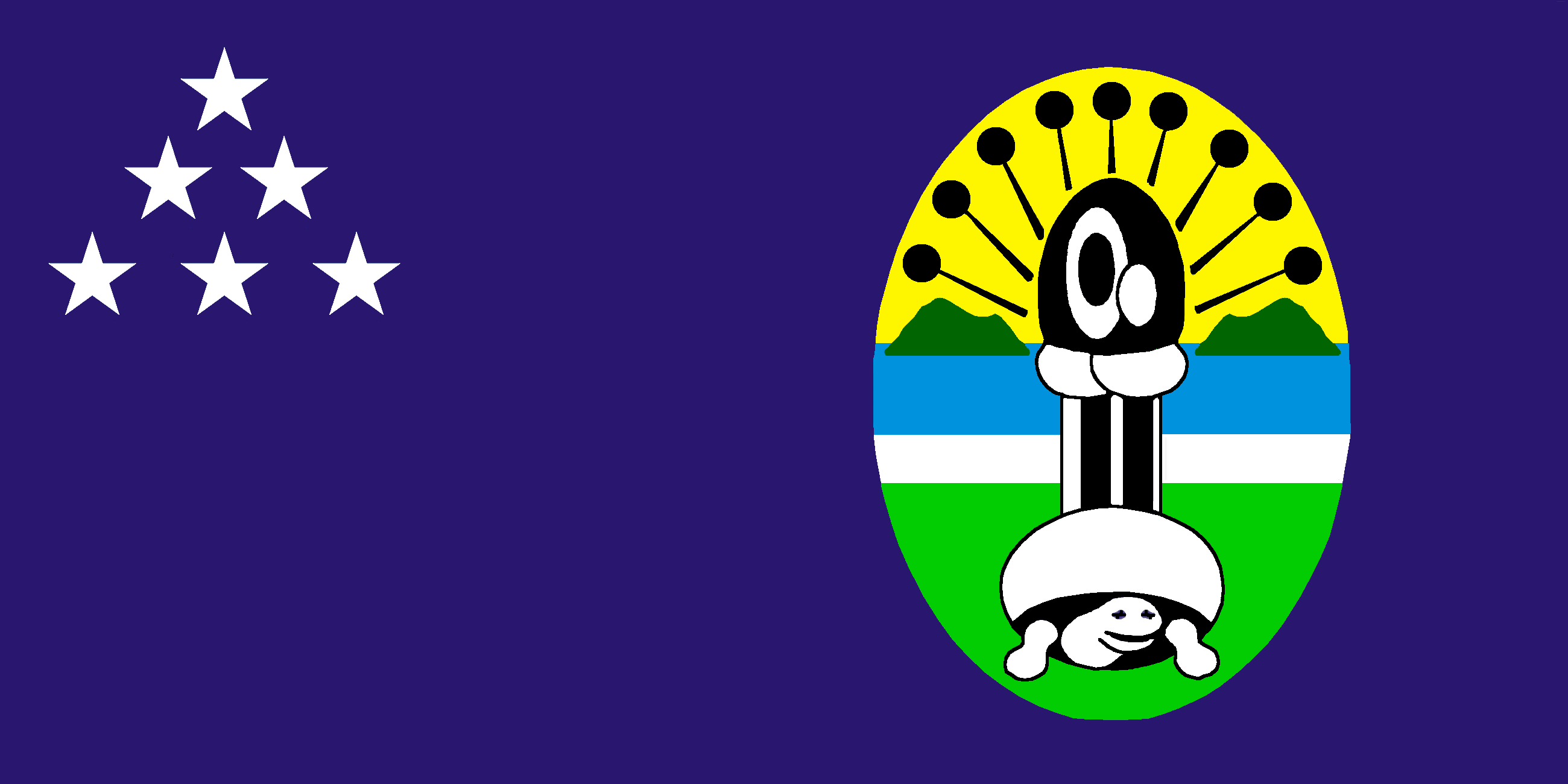
Flag of Central Province Solomon Islands
Huy hiệu của Đảo Cayman
Lãnh thổ Ấn Độ Dương thuộc Anh
Seychelles
Seirijai, Litva
Hönow, Đức
Hoppegarten, Đức
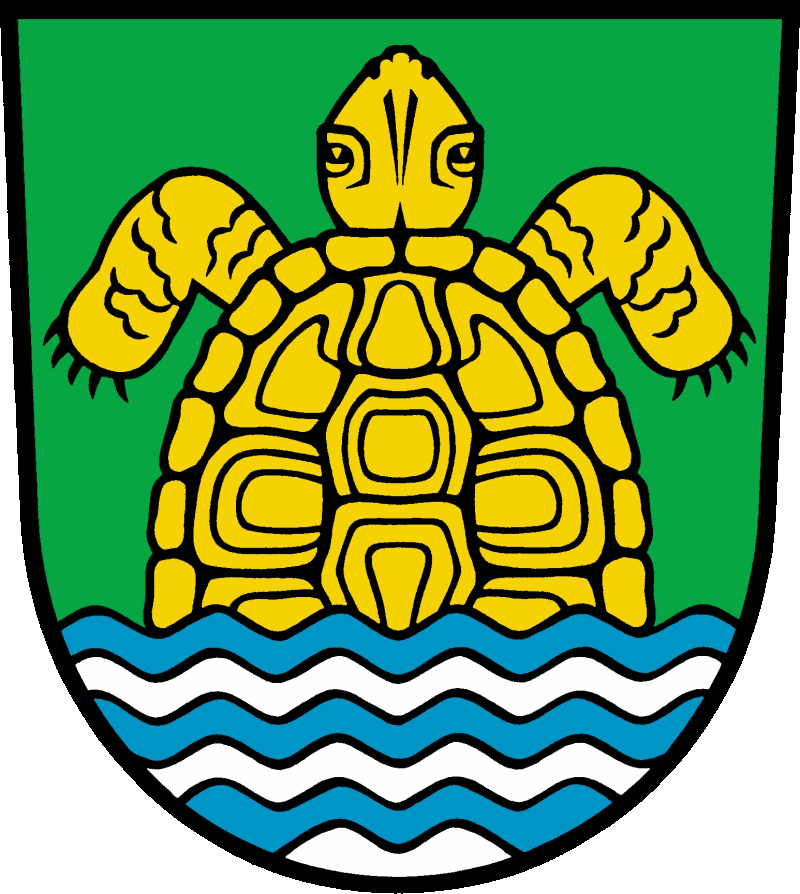
Gruenheide, Đức
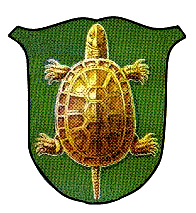
Crottendorf, Đức